# 清原翔
清原 翔（きよはら しょう、1993年2月2日 - ）は、日本の俳優、モデルである。神奈川県出身。スターダストプロモーション制作1部所属。

## 略歴
父が地元少年野球クラブの監督、兄もクラブの選手だった影響から、小学生から中学生時にかけ野球に打ち込む。進学した神奈川県立大磯高等学校ではバレー部に所属する。
就職率の高さと親の勧めで高校卒業後は明治大学理工学部電気電子生命学科に進学。勉強内容に興味が湧かず「とにかく何か一つでもチャレンジしてから卒業しよう」と思い立ち、大学2年生時に『MEN'S NON-NO』のオーディションに応募。2013年に同誌の専属モデルデビューする。
「MEN'S NON-NOのモデルとしてだけなら事務所に入らなくてもいい」との考えで当初は活動するも周囲に役者を兼ねたモデルが多くなり、彼らの話を聞くうちに俳優活動に興味が湧き、大学4年生の頃に『MEN'S NON-NO』関係者に相談し、大学卒業後は俳優を志すと決め、スターダストプロモーションに所属する。
俳優デビュー以来、テレビドラマ、映画やテレビCMなどで活躍を見せるが、2020年6月12日夕方ごろ外出先にて体調不良を訴え、緊急搬送された東京都内の病院で医師の診断を受けたところ脳出血の症状が見られたため、同日緊急手術を行い命に別状はないものの予断を許さない状態が続き、当面の間治療に専念することとなった。出演予定であったドラマ『アンサング・シンデレラ 病院薬剤師の処方箋』（フジテレビ）を降板した（代役は成田凌）。
2021年2月1日、所属事務所の発表によると2020年6月の緊急手術後も複数回の手術を受けたこと、体調も安定し、脳に関しても異常はないとの診断結果を得たことなど明らかにした。2月時点においては、復帰に向けて医師の指導を受けながらリハビリに専念しているという。

## 人物
2019年6月15日放送の『メレンゲの気持ち』（日本テレビ）出演時に、明治大学理工学部在籍時に生田キャンパスで伊野尾慧を目撃していたことを語っていた。

## 出演

### テレビドラマ
- HiGH&LOW〜THE STORY OF S.W.O.R.D.〜 Season2（2016年4月24日 - 6月26日、日本テレビ） - 中林 役
- レンタルの恋（2017年1月19日 - 3月23日、 TBS） - 結城翔 役[10]
- 東京タラレバ娘 第4話（2017年2月8日、日本テレビ） - モデル仲間 役[11]
- 兄に愛されすぎて困ってます（2017年4月13日 - 5月11日、日本テレビ） - タカト 役[12]
- 警視庁いきもの係（2017年7月9日 - 9月10日 、フジテレビ） - 桜井薫 役
- 記憶 第11話・最終話（2018年3月 - 6月、フジテレビNEXT/J:COM） - 長谷川駿也 役
- いつまでも白い羽根（2018年4月7日 - 5月26日、東海テレビ） - 菱川拓海 役[13]
- SUITS／スーツ 第1話（2018年10月8日、フジテレビ） - ダイスケ・スズキ（鈴木大輔） 役
- 深夜のダメ恋図鑑（2018年10月7日 - 12月9日、朝日放送テレビ・テレビ朝日） - 八代智司 役
- PRINCE OF LEGEND（2018年10月4日 - 12月6日、日本テレビ） - 嵯峨沢ハル 役[14]
- 忘却のサチコ 第5話（2018年11月10日、テレビ東京） - 梶幸聖 役
- BRIDGE はじまりは1995.1.17神戸（2019年1月15日、フジテレビ） - 猪木 役
- 虫籠の錠前（2019年3月22日 - 5月10日 、 WOWOW） - 主演・ ナナミ 役（鈴木拡樹とW主演）[15]
- 連続テレビ小説 なつぞら（2019年4月1日 - 9月28日、NHK） - 柴田照男 役[16]
- インハンド 第6話（2019年5月17日、TBS） - 野桐俊 役[17]
- HiGH&LOW THE WORST EPISODE.O（2019年7月18日 - 9月5日、日本テレビ） - 中林 役
- チート〜詐欺師の皆さん、ご注意ください〜（2019年10月3日 - 12月5日、読売テレビ・日本テレビ系） - 中込真治 役[18]
- 死役所（2019年10月17日 - 12月18日、テレビ東京） - ハヤシ / 林晴也 役
- ドクターX〜外科医・大門未知子〜 第2話（2019年10月24日、テレビ朝日） - 古沢研二 役[19]
- アライブ がん専門医のカルテ（2020年1月9日 - 3月19日、フジテレビ） - 結城涼 役[20]
- 恋はつづくよどこまでも 第7話 - 第8話・最終話（2020年、TBS） - 上条周志 役[21]
- 東京ラブストーリー（2021年10月13日 - 12月22日、フジテレビ） - 三上健一 役[22]

### 情報番組
- めざましテレビ（2020年2月5日・11日・19日・26日、フジテレビ） - 2020年2月度マンスリーエンタメプレゼンター[23]

### Webドラマ
- わたしのままで（2017年9月3日、カネボウ化粧品suisaiショートドラマ） - 同僚 役[24]
- 東京ラブストーリー（2020年4月29日 - 6月3日、 FOD・Amazon Prime Video） - 三上健一 役[25]
- love⇄distance（2020年6月27日 - 7月5日、Paravi） - 滝口彰 役[26]

### 映画
- パパのお弁当は世界一（2017年6月10日、ポニーキャニオン） - ユウジ 役
- HiGH&LOW THE MOVIE 2 / END OF SKY（2017年8月19日、松竹） - 中林 役
  - HiGH&LOW THE MOVIE 3 / FINAL MISSION（2017年11月11日、松竹）
  - HiGH&LOW THE WORST（2019年10月4日、松竹）
- リベンジgirl（2017年12月23日、ソニー・ピクチャーズエンタテインメント） - 斎藤裕雅 役[27][28]
- PRINCE OF LEGEND（2019年3月21日、東宝） - 嵯峨沢ハル 役[29]
- うちの執事が言うことには（2019年5月17日、東映） - 衣更月蒼馬 役[30]
- サヨナラまでの30分（2020年1月24日、アスミック・エース）- 森涼介 役[31]
- ファーストラヴ（2021年2月11日、KADOKAWA） - 賀川洋一 役[32]

### 雑誌
- MEN'S NON-NO（集英社、専属モデル、2013年 - ）

### CM
- ミクシィ「モンスターストライク」秋の観光篇（2015年10月6日 - 2016年1月5日）
- バイドゥ「simeji」（2015年10月23日 - 2016年1月20日）
- 日産自動車 「リーフ」（2015年12月19日 - 2016年6月18日）
- 日本コカ･コーラ「アクエリアス」（2017年4月10日 - ）
- リクルート「ゼクシィ」(2017年4月20日 - )
- Pokémon GO「Adventure Together! 伝説のポケモンに挑め!」(2017年7月20日 - )
- 渋谷マークシティ   (2017年9月1日 - )
- Zoff (2017年9月14日 - )
- ライオン「NONIO」（2018年3月3日 -）
- 日本経済新聞(お花茶屋の商店街でのカップル)
- 第96回箱根駅伝用オリジナルCM年始特別バージョン「第96回箱根駅伝 一緒に、その先へ」（2020年1月2日・3日、サッポロビール）
- 三井住友カード

### PV
- My Hair is Bad「恋人ができたんだ」(2016年)
- CREATE-ACTiONS「平日サロンの唄」(2017年)
- cinema staff「僕たち」(2017年)
- illion「BANKA」(2017年)
- SHE'S 「White」(2017年)
- BiSH「Life is beautiful」(2018年)
- スキマスイッチ「青春」(2019年)
- 平井堅「#302」(2019年)
- Nulbarich「Look Up」(2019年)
- sumika「エンドロール」（2020年）[33]

### ゲーム
- PRINCE OF LEGEND LOVE ROYALE（2019年3月5日 - 2022年6月30日、iOS / Android） - 嵯峨沢ハル 役